# パリサナ (小惑星)
パリサナ (914 Palisana) は小惑星帯に位置する小惑星である。ハイデルベルクのケーニッヒシュトゥール天文台でマックス・ヴォルフによって発見された。
1874年から1923年までに小惑星を122個発見したオーストリアの天文学者ヨハン・パリサに因んで命名された。
2004年10月と2006年2月に日本で掩蔽が観測された。